# 楳図かずお恐怖劇場
楳図かずお恐怖劇場（うめずかずおきょうふげきじょう）は2005年6月18日に公開された日本の映画作品。
漫画家楳図かずおの活動開始50周年を記念して上映されたオムニバスのホラー映画である。
楳図は本作品について、打ち合わせで無駄なく説明を理解してもらえたことなど、楳図を理解できる世代が社会に出てきたと評価している。

## まだらの少女
出演
- 山川京子：成海璃子
- 中村弓子：中村有沙
- 山川マリ子：鈴木理子
- 京子の母：田中美奈子
- 京子の父：嶋田久作
- 蛇女：中原翔子
- 医師：安井昌二

スタッフ
- 監督：井口昇
- 脚本：小中千昭

## ねがい
出演
- 柚木等：笠原織人
- 柚木悦子：遠山景織子
- 柚木善郎：尾美としのり
- 浦野智子：奥村夏未

スタッフ
- 監督：清水厚
- 脚本：村井さだゆき

## 蟲たちの家
出演
- 御厨蓮司：西島秀俊
- 御厨留以子：緒川たまき
- 直也：内田朝陽
- 小栗羽奈子：しらたひさこ

スタッフ
- 監督：黒沢清
- 脚本：村井さだゆき

## 絶食
出演
- 知子：上野未来
- 理恵：中川翔子
- 平塚刑事：津田寛治
- 太った知子：貝塚直美
- あきら：辻本祐樹
- 母親：榎本由希
- 佐竹：大森うたえもん
- 孝雄：塩澤英真

スタッフ
- 監督：伊藤匡史
- 脚本：高橋洋

## プレゼント
出演
- 鈴木優子：高橋真唯
- 佐藤良介：須賀貴匡
- 高橋カナエ：三津谷葉子
- 山田エリ：栗原瞳
- 田中浩史：西尾一幸
- 中田義和：島根定義
- 幼少の優子：大城紀代
- 碧い目のサンタクロース：ランデル・ハイムス

スタッフ
- 監督：山口雄大
- 脚本：林民夫

## DEATH MAKE
出演
- 香我美クロエ：アリス
- 横矢美玖：三輪ひとみ
- 岩嵜玲：中川安奈
- 里美良治：田口トモロヲ
- 真野田知生：仁科克基
- 巌一樹：浜幸一郎

スタッフ
- 監督：太一
- 脚本：小中千昭

## 共通スタッフ
- 音楽：ルルティア
- 製作：松竹、衛星劇場、ポニーキャニオンエンタープライズ、小学館
- 制作協力：円谷エンターテインメント
- 配給：松竹

## サウンドトラック
- 楳図かずお恐怖劇場 ルルティア・トラックス